# Viola calaminaria
A Viola calaminaria az ibolya nemzetség tagja, a geobotanikában használatos geokémiai indikátornövény. Tipikus endemikus fajként a cinkben gazdag környezetet jelzi; Közép-Európában a németországi Eifel-hegységben fordul elő.